# Ukigumo
Ukigumo (浮雲, littéralement Nuages flottants) est un roman japonais publié par Futabatei Shimei en 1887. Inspiré de la littérature russe de la même époque, il est souvent considéré comme le premier roman moderne japonais.

## Sources